# Japonia na Letnich Igrzyskach Olimpijskich 2004
Na Letnich Igrzyskach Olimpijskich 2004 Japonię reprezentowało 306 sportowców (139 mężczyzn i 167 kobiet) w 169 dyscyplinach. 